# متنزه تيدي (القدس)

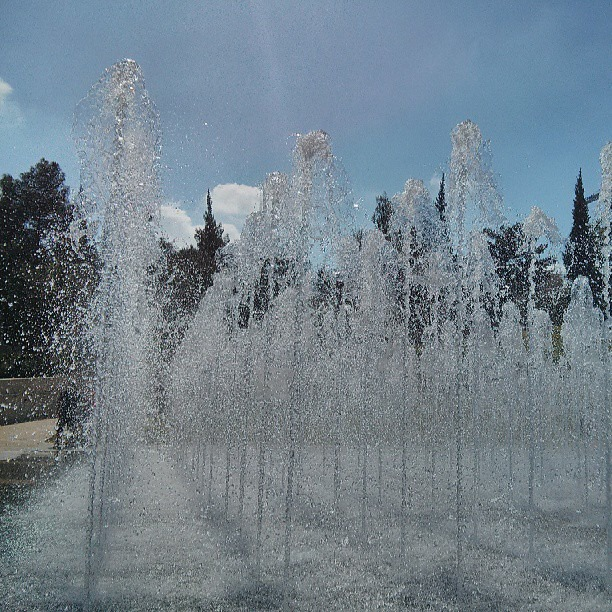
نافورة تيدي خلال وضح النهار.

متنزه تيدي أو تيدي بارك ويُعرف أيضاً باسم متنزه تيدي كوليك (بالعبرية: פארק טדי)، هي حديقة عامة تقع قبالة البلدة القديمة وبرج القلعة، وهي تابعة لمجمع هوتزوت هيوتزر أرتيستس في متنزهات وحدائق ميتشل. تم تطوير المتنزه من قبل مؤسسة القدس تخليداً لذكرى رئيس بلدية القدس، تيدي كوليك، واُفتتح للعامة في عام 2013.